# Carelmapu mexicanus
Carelmapu mexicanus är en insektsart som beskrevs av Keti Maria Rocha Zanol 1989. Carelmapu mexicanus ingår i släktet Carelmapu och familjen dvärgstritar. Artens utbredningsområde är Mexiko.